# Gare de Faulquemont
Gare de Faulquemont vasútállomás Franciaországban, Faulquemont településen.

## Vasútvonalak
Az állomást az alábbi vasútvonalak érintik:
- Rémilly–Saarbrücken-vasútvonal

## Kapcsolódó állomások
A vasútállomáshoz az alábbi állomások vannak a legközelebb:
- Gare d’Herny
- Gare de Teting